# Scrophularia chasmophila
Scrophularia chasmophila är en flenörtsväxtart. Scrophularia chasmophila ingår i släktet flenörter, och familjen flenörtsväxter.

## Underarter
Arten delas in i följande underarter:
- S. c. chasmophila
- S. c. xizangensis